# Didi de Vries
Didi de Vries (* 3. Juli 1997) ist eine niederländische Radrennfahrerin, die sich im Mountainbikesport auf die Disziplin Cross-Country Eliminator spezialisiert hat.

## Sportlicher Werdegang
De Vries stammt aus Wilhelminadorp auf der Halbinsel Zuid-Beveland. Sie fing im Alter von sieben Jahren mit dem Mountainbikefahren an und war zweimal niederländische Meisterin in den Altersklassen der Jugend, 2015 auch niederländische Junioren-Meisterin. Danach konnte sie ihre Leistungen nicht mehr abrufen, bis bei ihr nach einigen Jahren eine Erkrankung der Schilddrüse (Hashimoto-Thyreoiditis) festgestellt wurde. Infolge der Therapie konnte sie wieder zu alter Stärke finden, und sie wurde 2019 niederländische Meisterin im Eliminator, auf den sie sich in der Folge spezialisierte. Da es seitdem keine niederländischen Meisterschaften dieser Disziplin mehr gab (Stand 2025), fährt sie seit Jahren im Trikot der amtierenden Landesmeisterin.
Bei Welt- und Europameisterschaften kam de Vries seit 2020 bei jeder Teilnahme ins Halbfinale der besten acht Fahrerinnen, konnte aber noch keine Medaillen gewinnen. Im Eliminator-Weltcup erzielte sie nach zahlreichen Podiumsplatzierungen 2024 ihren ersten Sieg und wurde Zweite der Gesamtwertung.
Parallel zu ihren sportlichen Aktivitäten machte de Vries eine Ausbildung in Sport- und Bewegungsmanagement und arbeitete als Rezeptionistin. Ab 2023 konnte sie ihren Sport beim französischen Team Giant MTB professionell ausüben, bis die Mannschaft Ende 2024 ihre Unterstützung einstellte. Seit Juni 2025 fährt de Vries für das türkische Team MCT Nox Sport Kulubu.

## Erfolge
2015
 Niederländische Meisterin (Junioren) – Cross-Country XCO
2019
 Niederländische Meisterin – Eliminator
2024
XCE-Weltcup – ein Erfolg